# Henrik Gál
Henrik Gál (* 5. března 1947 Földes, Maďarsko) je bývalý maďarský zápasník, který zápasil v obou stylech.
V roce 1972 na olympijských hrách v Mnichově byl ve volném stylu v kategorii do 52 kg vyřazen ve čtvrtém kole. V roce 1976 vybojoval ve stejné kategorii na hrách v Montrealu čtvrté místo. V roce 1977 vybojoval 4. místo na mistrovství světa ve volném stylu. V roce 1973 vybojoval bronz, v roce 1975 páté místo a v roce 1976 zlato na mistrovství Evropy ve volném stylu. V roce 1970 vybojoval evropské stříbro v řecko-římském stylu.